# Aleksandr Kajdanovskij
Aleksandr Leonidovič Kajdanovskij (in russo Алекса́ндр Леони́дович Кайдано́вский?; Rostov sul Don, 23 luglio 1946 – Mosca, 3 dicembre 1995) è stato un attore e regista sovietico.
È prevalentemente noto al pubblico occidentale per la sua magistrale interpretazione del personaggio-guida nel film Stalker, diretto e co-sceneggiato dal regista sovietico Andrej Tarkovskij, che trasse ispirazione dal romanzo Picnic sul ciglio della strada, dei fratelli Arkadij e Boris Strugackij, pubblicato nel 1972.

## Biografia
Prima di intraprendere la carriera di attore Kajdanovskij frequentò un istituto tecnico per prepararsi a svolgere la professione di saldatore, che tuttavia non riteneva una prospettiva lavorativa a lui adatta. Preferì infatti, nel 1965, di iniziare a studiare recitazione presso la Scuola di Teatro di Rostov e all'Istituto d'arte drammatica "Boris Shchukin" di Mosca. Prima di completare il corso di studio partecipò ad un film del 1967, dal titolo in russo traslitterato Tainstvennaya stena. Una volta terminati gli studi, nel 1969, lavorò come attore di teatro debuttando al Teatro accademico statale Evgenij Vachtangov.
Nel 1971 fu invitato a prendere parte del Teatro d'arte di Mosca, tra i teatri storici della Russia, fondato nel 1898, fatto alquanto raro per un giovane attore debuttante di soli venticinque anni.
Negli anni '70 divenne uno dei più popolari attori sovietici dopo aver partecipato ad oltre una ventina di film, sia in parti drammatiche che satiriche. Notato dal regista Andrej Tarkovskij, fu da questi scritturato per il ruolo di protagonista nel film Stalker (1979) che gli diede la fama internazionale.
Morì prematuramente, a soli 49 anni, per un infarto miocardico acuto, nella capitale russa.

## Riconoscimenti
- Locarno Festival 1988 – Premio della giuria ecumenica per Gost
- Mystfest 1991 – Candidatura come miglior film per La moglie del mercante di petrolio

## Filmografia

### Attore
- Anna Karenina, regia di Aleksandr Zarchi (1967)
- Amico tra i nemici, nemico tra gli amici (Svoy sredi chuzhikh, chuzhoy sredi svoikh), regia di Nikita Mikhalkov (1974)
- Stalker, regia di Andrej Tarkovskij (1979)
- Test pilota Pirxa, regia di Marek Piestrak (1979)
- Faktas , regia di Alimantas Grikiavicius (1981)
- Desjat' negritjat, regia di Stanislav Govoruchin (1987)
- Büvös vadász, regia di Ildikó Enyedi (1994)
- Confidenze a uno sconosciuto (Confidences à un inconnu), regia di Georges Bardawil (1995)

### Regista
- Prostaja smert'... (1985)
- La moglie del mercante di petrolio (1988)